# Albert Dejonghe
Albert Dejonghe, també conegut com a Berten Dejonghe, (Middelkerke, 14 de febrer de 1894 - Middelkerke, 9 de febrer de 1981) va ser un ciclista belga que fou professional entre 1914 i 1926. En el seu palmarès destaquen la París-Roubaix de 1922 i una victòria d'etapa al Tour de França de 1923.

## Palmarès
- 1919
  - Vencedor d'una etapa al Circuit dels Camps de Batalla
  - 3r a la Bordeus-París
- 1920
  - 2n al Tour de Flandes
  - 2n a la Volta a Bèlgica
  - 2n a la París-Tours
- 1922
  - 1r a la París-Roubaix
- 1923
  - Vencedor d'una etapa al Tour de França
  - 3r al Tour de Flandes
- 1926
  - 1r a la París-Angers

### Resultats al Tour de França
- 1914. Abandona (8a etapa)
- 1919. Abandona (2a etapa)
- 1920. Abandona (3a etapa)
- 1921. Abandona (9a etapa)
- 1922. Abandona (2a etapa)
- 1923. Abandona (6a etapa). Vencedor d'una etapa
- 1924. Abandona (4a etapa)
- 1925. 5è de la classificació general
- 1926. 6è de la classificació general